# 小行星7718
小行星7718（7718 Desnoux）是一颗绕太阳运转的小行星，为主小行星带小行星。该小行星于1997年3月10日发现。

## 轨道参数
小行星7718的轨道半长轴为3.0394444 UA，离心率为0.111。